# Ginkgo

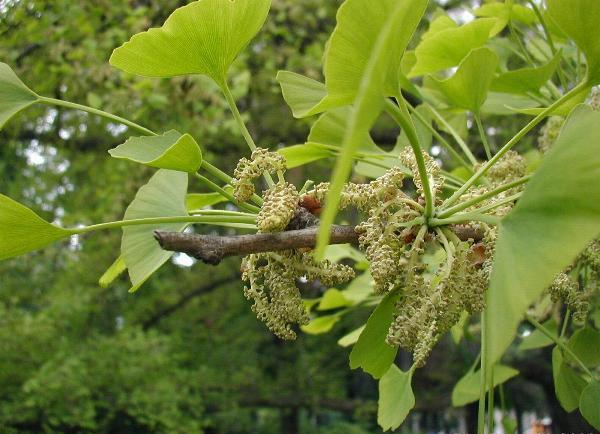
Hela blad

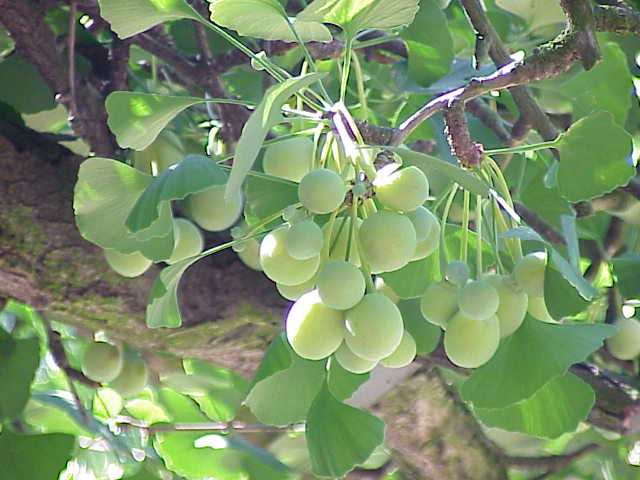
"Frukt"

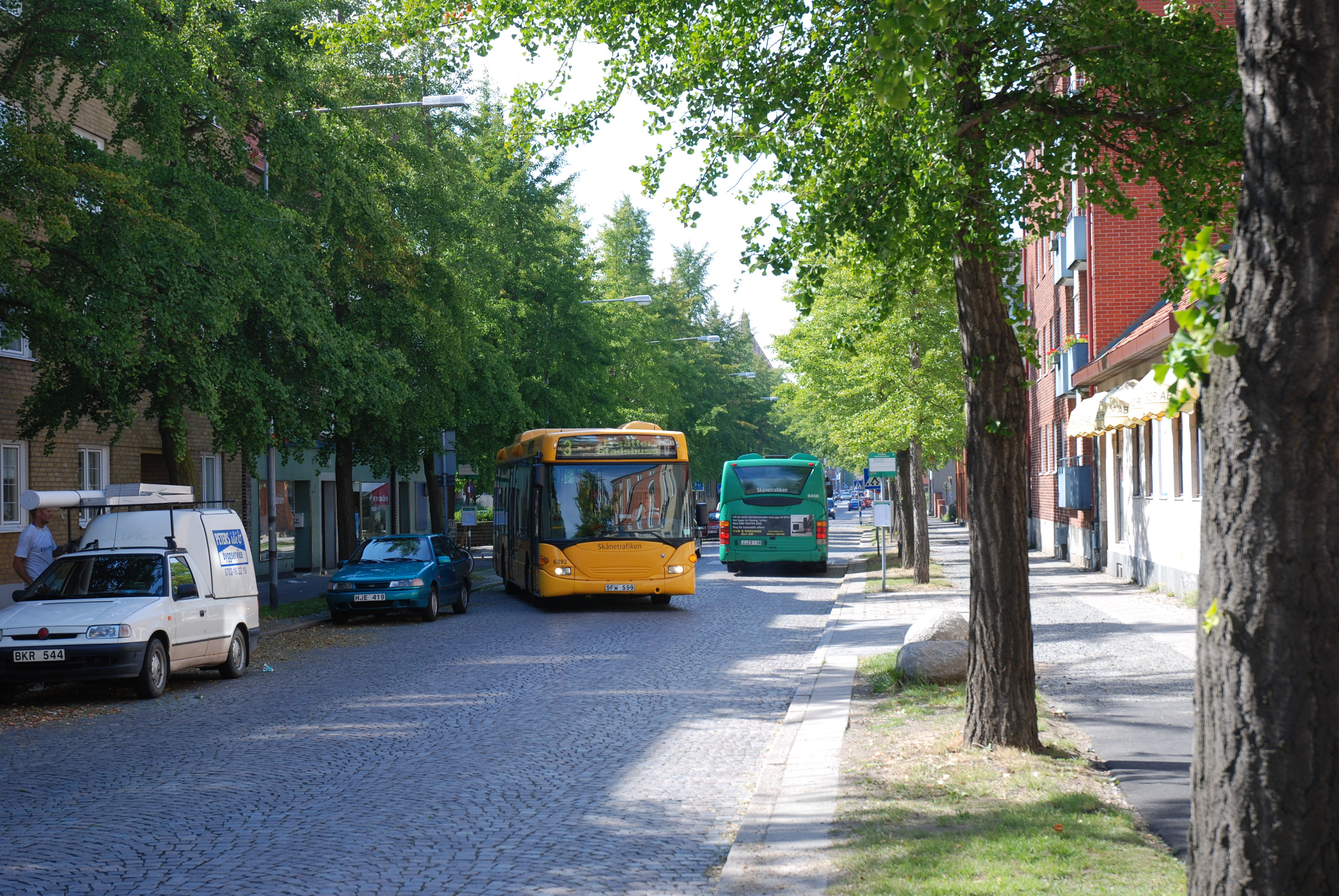
Ginkgo-träd utefter Nygatan i Trelleborg.

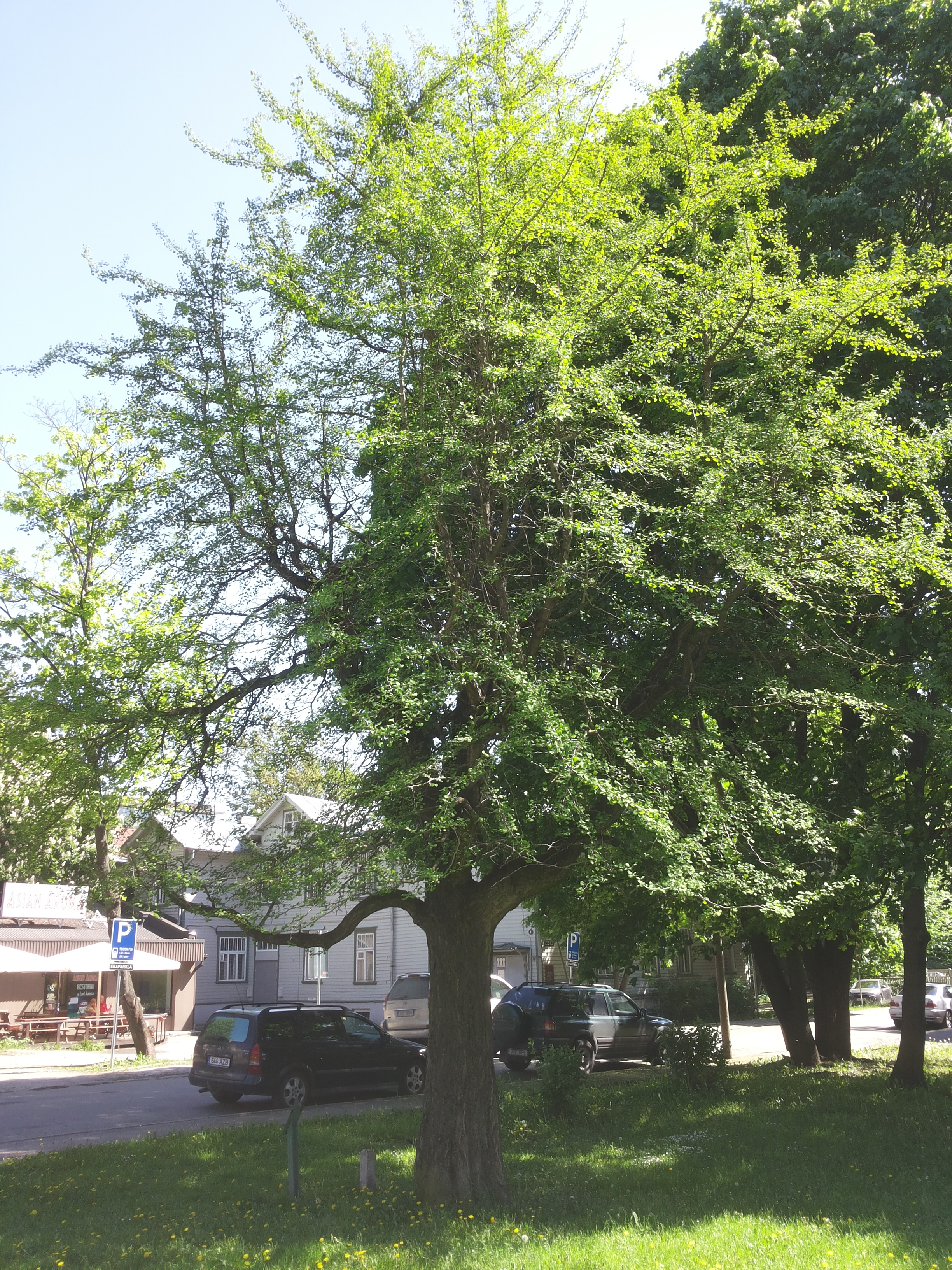
Ginkgoträdet vid Südagatan i Tallinn i Estland.

Ginkgo eller kinesiskt tempelträd (Ginkgo biloba) är ett unikt träd, den enda arten i sin division Ginkgophyta. I och med att den är en nakenfröig växt (gymnosperm) är dess närmaste släktingar kottepalmer och barrträd. Den är mycket lik de växter som den härstammar från och som fanns för mer än 100 miljoner år sedan.

## Utseende
Ginkgon är ett medelstort lövfällande träd, ungefär 30 meter högt, ofta med en vinklad krona och långa, lite spretiga grenar. Den har sekundär tillväxt, vilket kottepalmer och trädormbunkar inte har. Detta innebär att ginkgoerna troligen var bland de allra första växterna som utvecklade sekundär tillväxt, redan innan blomväxterna uppkom. Dess krona är av ektyp (det betyder att den kan breda ut sig långt åt sidorna där den inte möter konkurrens). Den är mycket långlivad. Man tror att vissa exemplar är mer än 1500 år gamla.

### Blad
Bladen är ungefär 10 cm långa, solfjäderformade och har parallella nerver som ibland delas i två men som inte grenar ut sig. Bladen växer strödda på de yttre delarna av grenarna eller i knippen på tjocka sidoskott. Ordet "Biloba" betyder "två lober" och syftar på bladens hjärnlika form.

### Frö och reproduktion
Fröet är 1,5–2 cm långt och inneslutet i ett ljusgult till brunt, mjukt, fruktliknande hölje, 2–3 cm i diameter. Det ser ut ungefär som ett fint plommon, men innehåller smörsyra och luktar därför som härsket smör. Fröet är ätbart efter att det skalats och kokats. Det ingår i japanska maträtter och traditionell kinesisk mat och serveras ofta på bröllop. Man måste dock vara försiktig eftersom "frukten" kan innehålla skadliga halter av vätecyanid.  
Ginkgon är tvåbyggare, enskilda träd har antingen hanblommor eller honblommor. I planteringar har man oftast hanträd för att undvika den obehagliga lukten från "frukterna".

## Etymologi
Namnet ginkgo (yínxìng 銀杏 på kinesiska), betyder "silveraprikos". Detta namn kan uttalas ginkyō i Japan där Engelbert Kaempfer år 1691 som första västerlänning stötte på ginkgoer, som planterats vid heliga tempel (det moderna japanska uttalet är dock ichō). Den egendomliga skrivningen ginkgo anses ha uppkommit genom att y i ginkyo av Kaempfer felaktigt kopierades som g i sin "Flora Japonica" (Amoenitates Exoticae, s. 811), vilket kopierades av Linné i sin Mantissa plantarum II.
På kinesiska kallas trädet även báiguǒ (白果), vilket betyder "vit frukt". Artepitetet biloba ("två lober") syftar på att det halvcirkelformade slutet av bladet kan vara uppdelat i två halvcirklar.

## Förhistoria
Den moderna ginkgon är uppenbart nära släkt med påträffade fossil från Perm, 270 miljoner år gamla. Från mitten av Jura och sedan under Krita utvecklades ginkgoer i många former och spred sig över Laurasien. Därefter blev de ganska sällsynta. Framme i Paleocen fanns bara en ginkgo-art kvar, G. adiantoides, och från slutet av Pliocen finns ginkgo-fossil endast i ett litet område i mitten av Kina. Det var här som ett fåtal individer överlevde till modern tid.
Ginkgons befruktning liknar vindpollinerade blomväxters men pollenslangen levererar inte, som hos dessa, spermien till ägget. Ginkgons pollenslang växer in i fröets yttervägg och får där näring så att hangametofyten kan växa till och producera de spermier som sedan simmar den sista sträckan fram till ägget.

## Odling
Ginkgon har länge odlats i Kina. Några träd som planterats vid tempel tros vara mer än 1500 år gamla. Man trodde länge att tempelträden var de enda som fanns. Men nu känner man till åtminstone två små naturliga bestånd i Zhejiang-provinsen i östra Kina. På grund av ginkgons höga anseende inom buddhismen och konfucianismen finns den planterad på många ställen i Korea och Japan. I båda dessa områden har den förvildats genom fröspridning till naturliga skogar.
Ginkgon odlas även för sina frön som äts som efterrätt i Japan.
Ginkgoer är populära som bonsaiträd.
Ett extremt exempel på dess härdighet är att fyra ginkgoträd som växte mindre än 2 kilometer från platsen för atombombsexplosionen i Hiroshima 1945 överlevde denna. Trädet är mycket robust och långlivat. Det äldsta exemplaret finns i Kina och är omkring 1250 år gammalt.
I synnerhet japanska forskare har utnyttjat ginkgon som en modellorganism för studier av ligninbiosyntes.
I Centraleuropa och i södra England är ginkgoträd vanliga i parker och på kyrkogårdar. I Sverige är ginkgo ett exklusivt trädslag, som nästan helt är att finna i odlingszon 1. Fritt stående träd kan där få en höjd av 10–15 meter. De nordligaste träden i Sverige finns i Västerås och i Stockholmstrakten (odlingszon 2).

### Ginkgoträd i Sverige

#### Götaland
Två ginkgoträd i Sverige har gjort anspråk på att vara det äldsta. Det ena står i DBW:s botaniska trädgård i Visby och skall vara från 1850-talet, det andra i  Botaniska trädgården i Lund. Visbyträdgården började anläggas 1855, lundaträdgården 1862, men det är oklart när träden planterades.
I Malmö finns ginkgoträd på flera platser.
Två träd står sedan teaterns öppning 1944 på platsen framför Malmö Opera4. Vidare står ett femtiotal unga träd träd vid Malmö Live utefter Neptunigatan och Nordenskiöldsgatan. Andra platser är vid nya Hovrätten vid Malmöhus vallgrav samt på Gustav Adolfs torg.
I Trelleborg finns en allé av ginkgoträd med 68 träd utefter Nygatan, planterade på 1950-talet.
I Helsingborg på Möllegränden mitt emot Helsingborgs centralstation står ett ginkgoträd i ensamt majestät. Man kan också hitta ginkgoträd på andra platser i staden. Det finns bland annat friväxande träd i Slottshagen, vid Hälsovägen och längs med Kopparmöllegatan finns även en plantering på ett trettiotal träd.
I Skillinge på Österlen finns ett hanträd sedan början av 1900-talet. Det står på gräsmattan som hör till Sankt Pauli Sjöfararens kapell. När trädet planterades var detta trädgårdslandet till den dåvarande bondgården. Stadsparken i Ängelholm har ett ståtligt ginkgoträd i Stadsparken som planterades under tidigt 1900-tal av en botaniskt intresserad sjökapten.
I Ronneby utanför Borgmästargården står också ett ginkgoträd. 
I Karlskrona finns flera Gingoträd. I parken på kungsholms fort står ett Ginkgoträd som tagits dit vid någon av flottans resor. Kungsholms fort är en militäranläggning men öppnas ibland för allmänheten vid guidade turer. Flera ginkgoträd finns även på bredgatan i stan. 
I gamla staden i Kalmar finns ett ganska litet träd utanför den gamla kyrkogården.
I Linköping står ett träd till höger vid entrén till Åbacka café. Även i Trädgårdsföreningen i Linköping står ett majestätiskt ginkgoträd.
I Norrköping står två ginkgoträd i Brostugans Örtagård vid Femöresbron.
I Göteborg står ett ginkgoträd i Botaniska trädgården en bit ovanför spegeldammen vid ingången. Det finns även ett på Hisingen i Keillers park, nära dammen.
I Vänersborg står ett ginkgoträd på Växthusvägen som erhållits i 60-årsgåva och planterats av trädgårdsmästaren David Alenljung ca 1980. Trädet behålls och förvaltas i dag av familjen Essljung som tagit över egendomen. Ett ca 7,5 meter högt hanträd som står i odränerad kompakt lerjord i zon 3.
Ett hon-ginkgoträd vid Hellekis säteri vid Kinnekulle som skall ha planterats 1902, skall 2007 sensationellt ha givit frukt efter 105 år. Det är oklart om fertila frukter utvecklades eftersom något han-träd som kunde ge pollen inte är känt i trakten. Även om detta inte var fallet är blomningen anmärkningsvärd, då 1977 detta rapporterades vara okänt från Sverige.
I Tomelilla står två ginkgoträd i sydvästra delen av stadsparken. Stadsparken började anläggas på 1920-talet men hur länge ginkgoträden stått där är oklart.

#### Svealand
I Västerås har stadsparken och botaniska trädgården varsitt ginkgoträd.
I Örebro har stadsträdgården har ett träd till höger om ingången från Floragatan bredvid tulpanträdet. Det är ett av få överlevande exemplar av flera planterade, och det ska gå en värmekulvert under det trädet. Ett ginkgoträd finns även på Karolinska skolans skolgård.
Även i Karlstad finns ett i stadsparken.
i Strängnäs finns ett ginkgoträd efter Storgatan vid ångbåtsbron.
I Stockholm har det sedan 2010 planterats ginkgoträd utmed nästan hela Hornsgatan samt vid restaurangen Syster och Bror på KTH:s campus på Drottning Kristinas väg. I Bergianska trädgården finns fyra ginkgoträd i varierande åldrar och storlekar. Vid Kungliga biblioteket i Humlegården står ett större exemplar nära fasaden, till höger om ingången.
I Nacka kommun finns ett vid kyrkans hus i Boo församling.
I Botaniska trädgården i Uppsala finns ett yngre exemplar nära caféet och innan ingången till köksträdgården.

## Alternativmedicinsk användning
Bladen hos ginkgo innehåller flera aktiva substanser varav de mest kända är ginkgoloider och bilobaloider. I bladen finns även flera flavonoider. Användningsområden för Ginkgo biloba är
- förbättring av koncentrationsförmåga och minne,
- motverkan av yrsel vid nedsatt genomblödning i hjärnan,
- motverkan av presenil demens och demens vid Alzheimers sjukdom,
- förbättring av tillståndet vid "fönstertittarsjuka",
- motverkan av mikroembolier, främst i hjärnan,
- efterbehandling av blodpropp i hjärnan.[13]

## Bilder

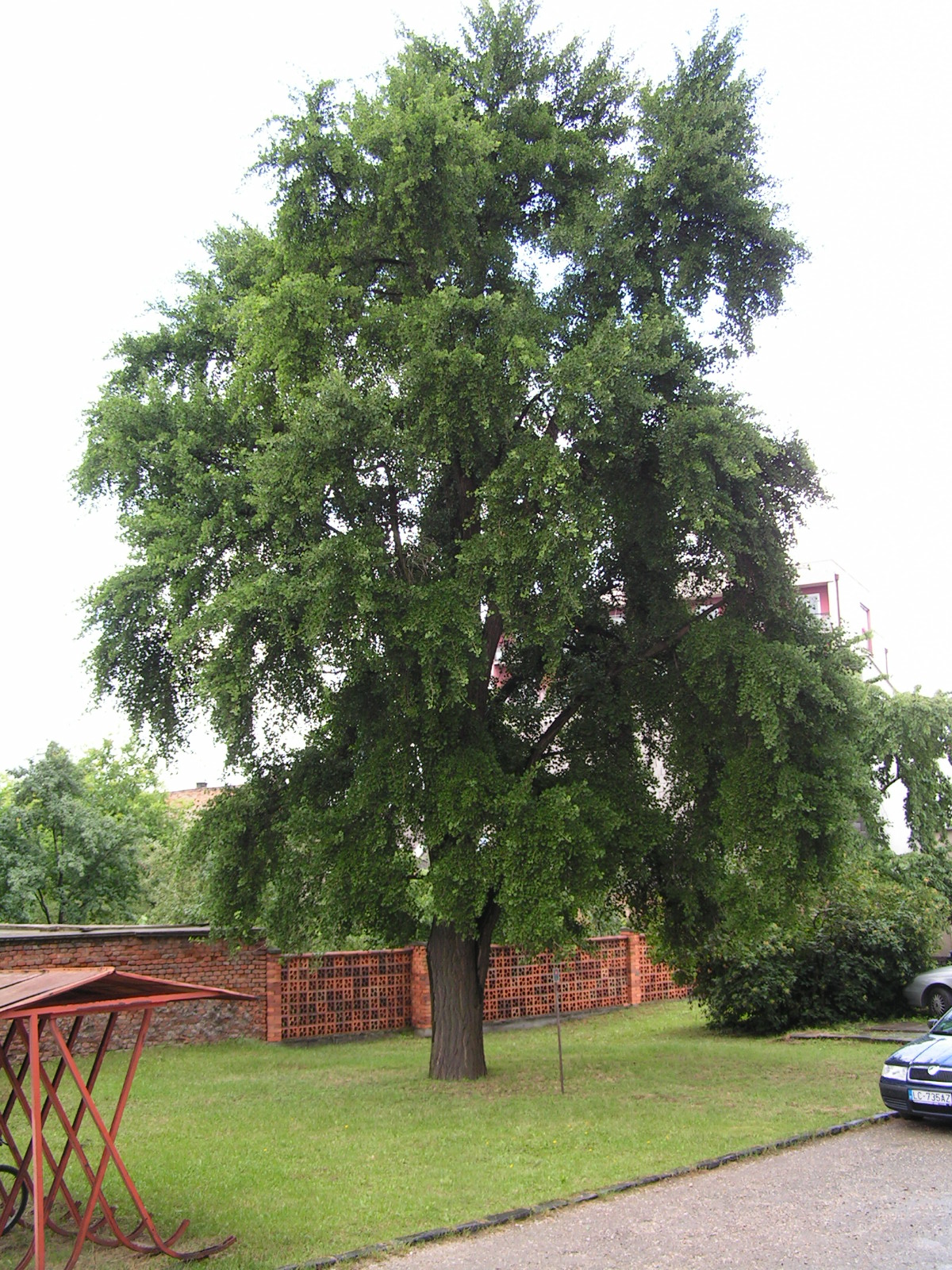
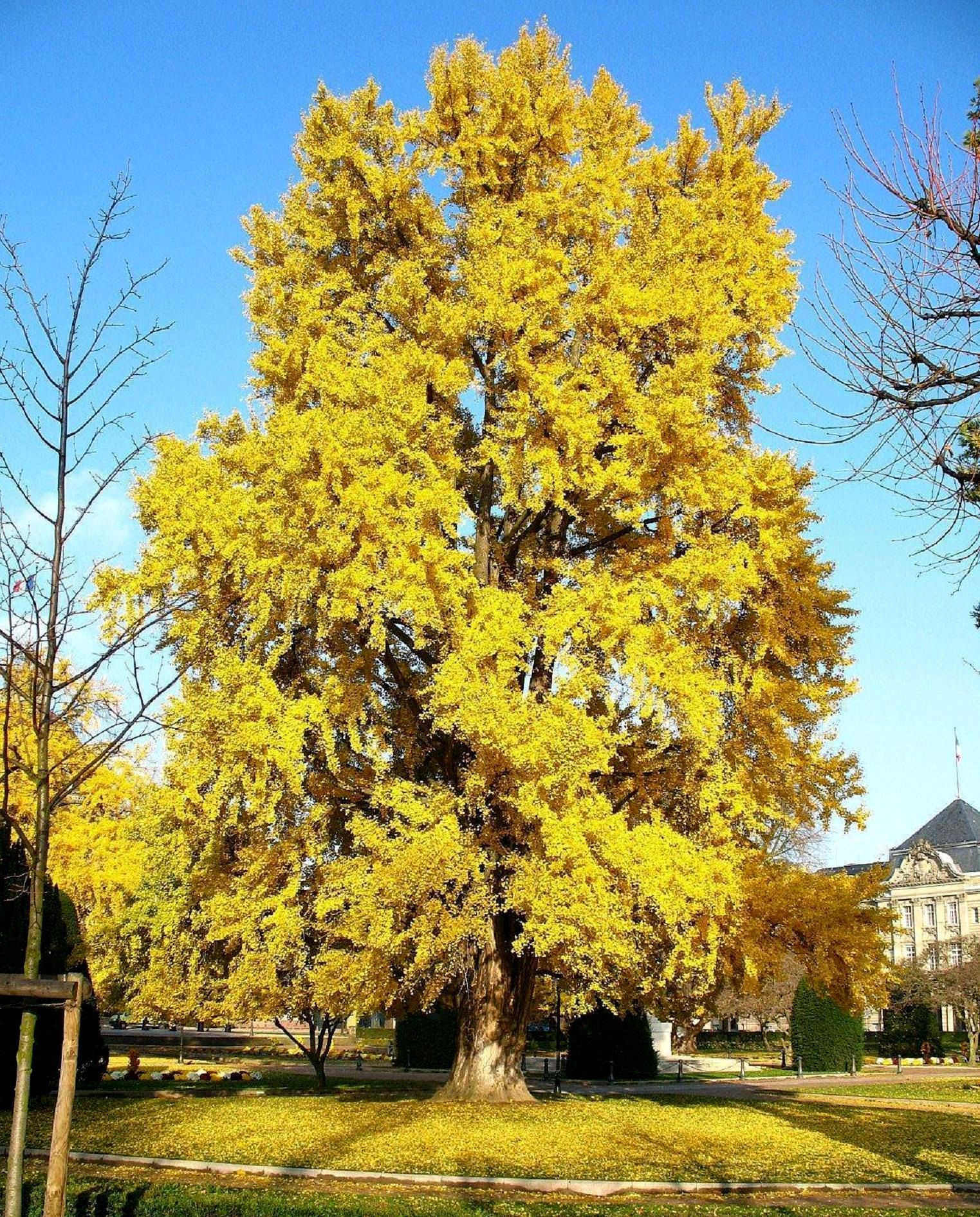
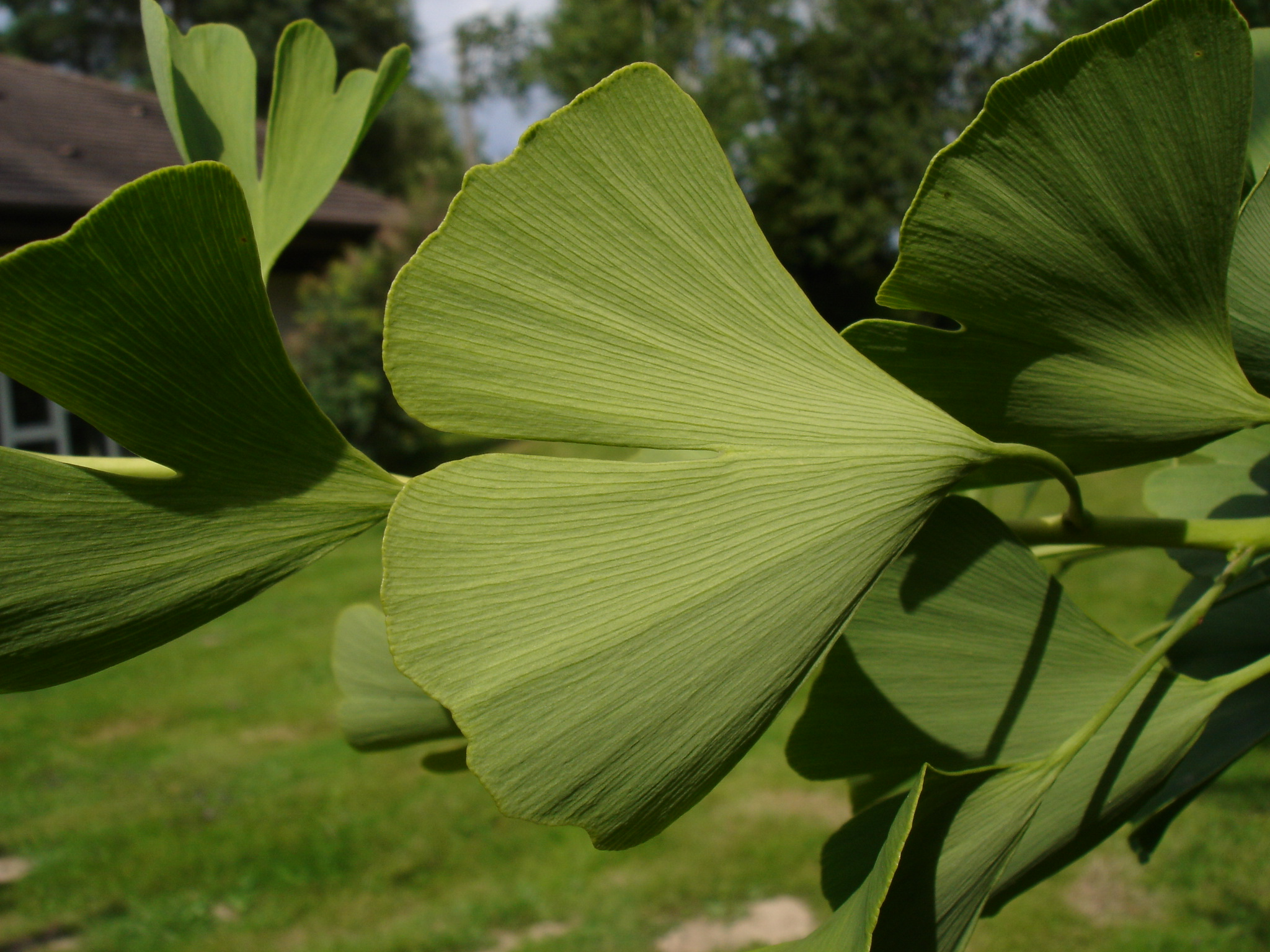
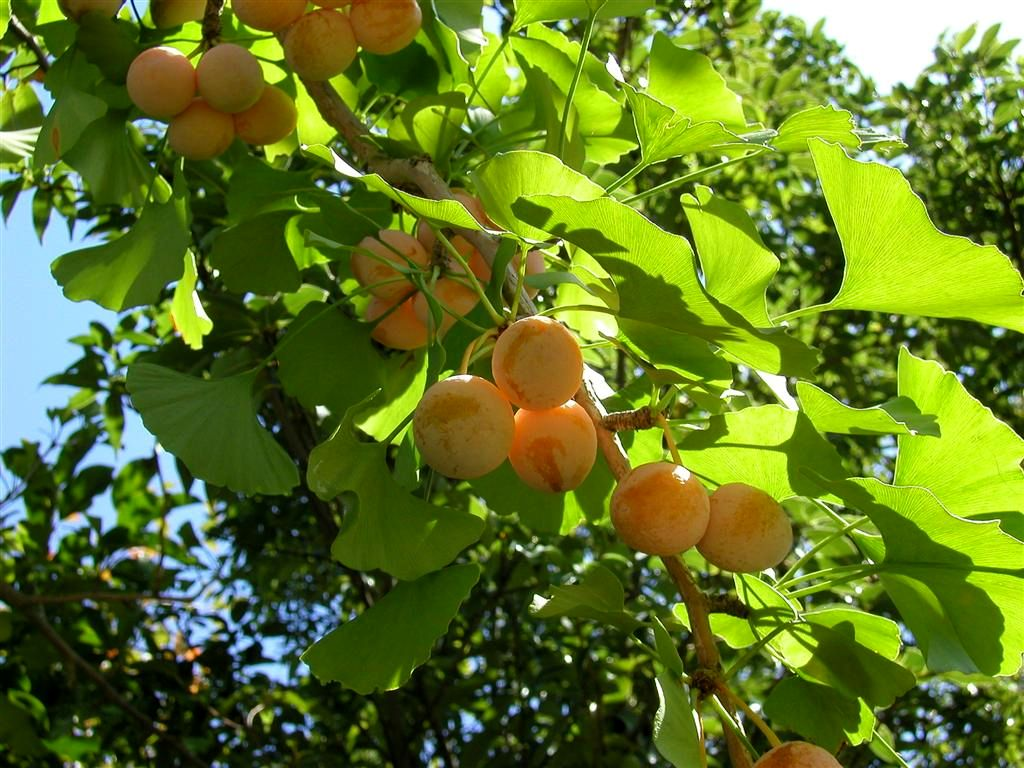
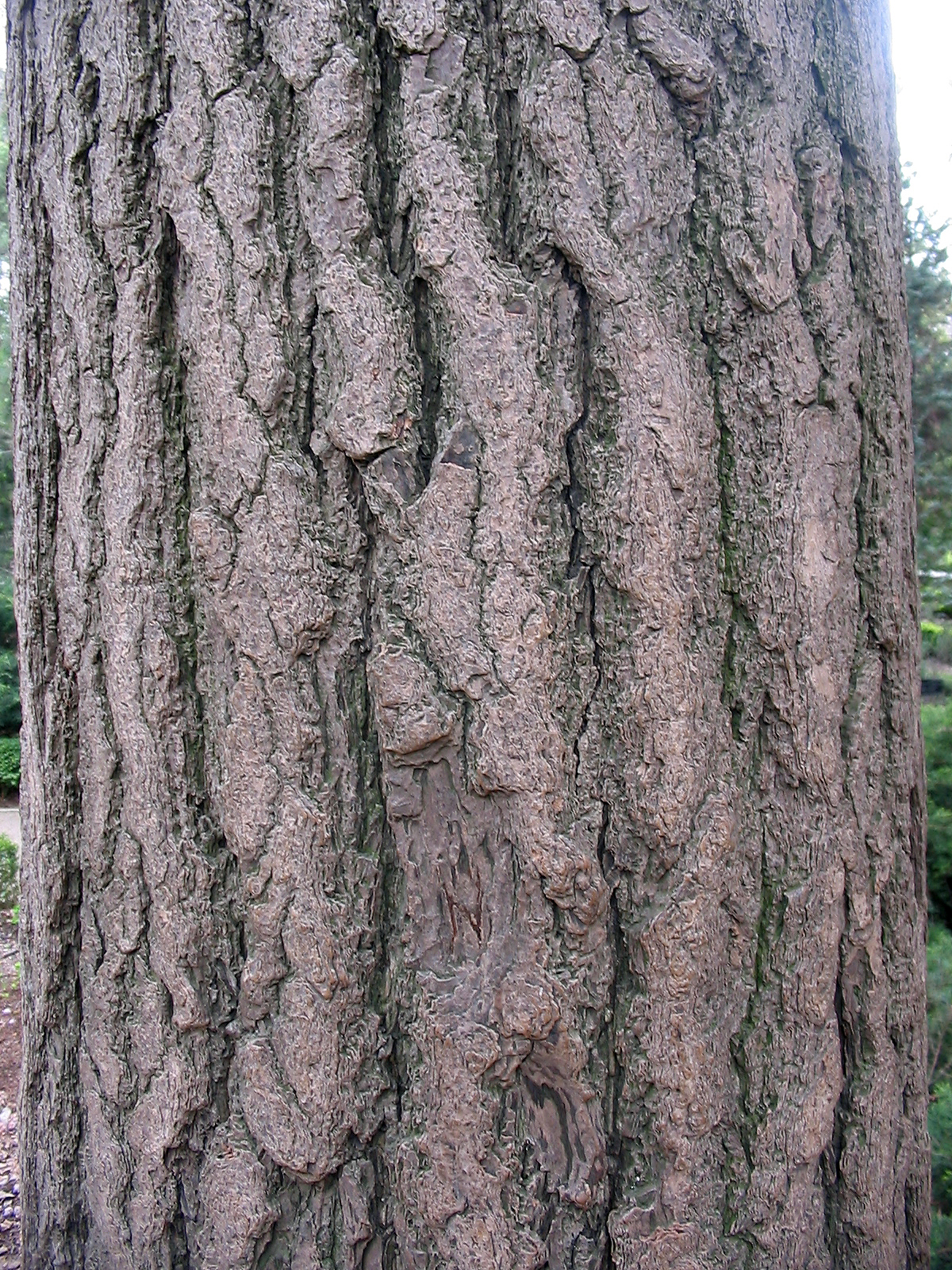